# Lauratonemoides originalis
Lauratonemoides originalis är en rundmaskart som först beskrevs av Gerlach 1965.  Lauratonemoides originalis ingår i släktet Lauratonemoides och familjen Lauratonematidae. Arten är reproducerande i Sverige. Inga underarter finns listade i Catalogue of Life.